# 蔚来ET5
蔚来ET5是中国电动汽车公司蔚来汽车生产的一款純電紧凑型行政车。
ET5于2021年12月18日在苏州奥林匹克体育中心首次亮相，並于2022年9月上市，起步價为人民幣328,000元，以特斯拉Model 3和小鹏P7为竞争对手。2023年6月，蔚来发布ET5旅行版（后更名ET5T），价格与轿车版相同。
2024年，基多·格雷里尼和伊曼纽尔·卡尔凯蒂駕駛蔚来ET5赢得了大黄山国际生态汽车拉力赛。

## 图集

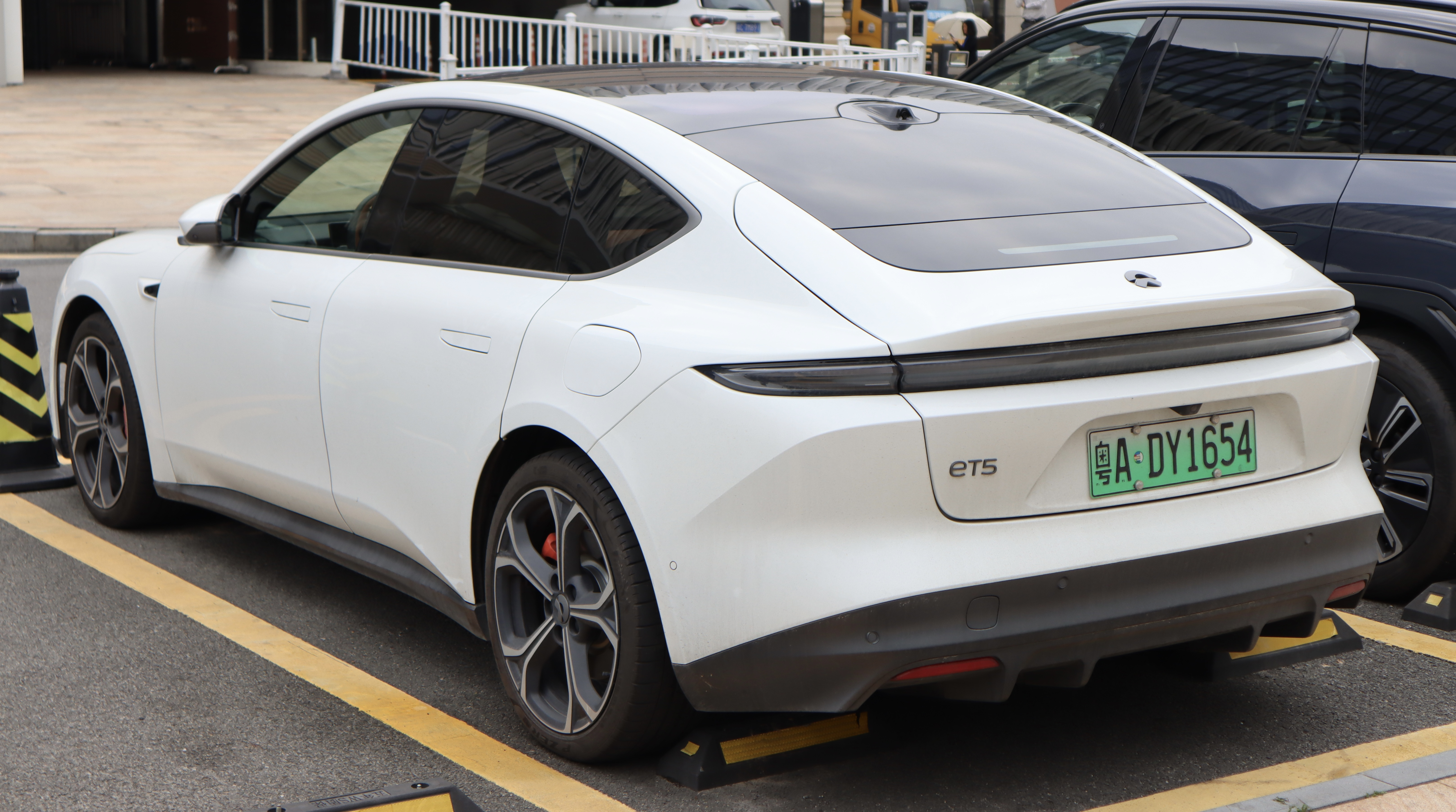
后视图
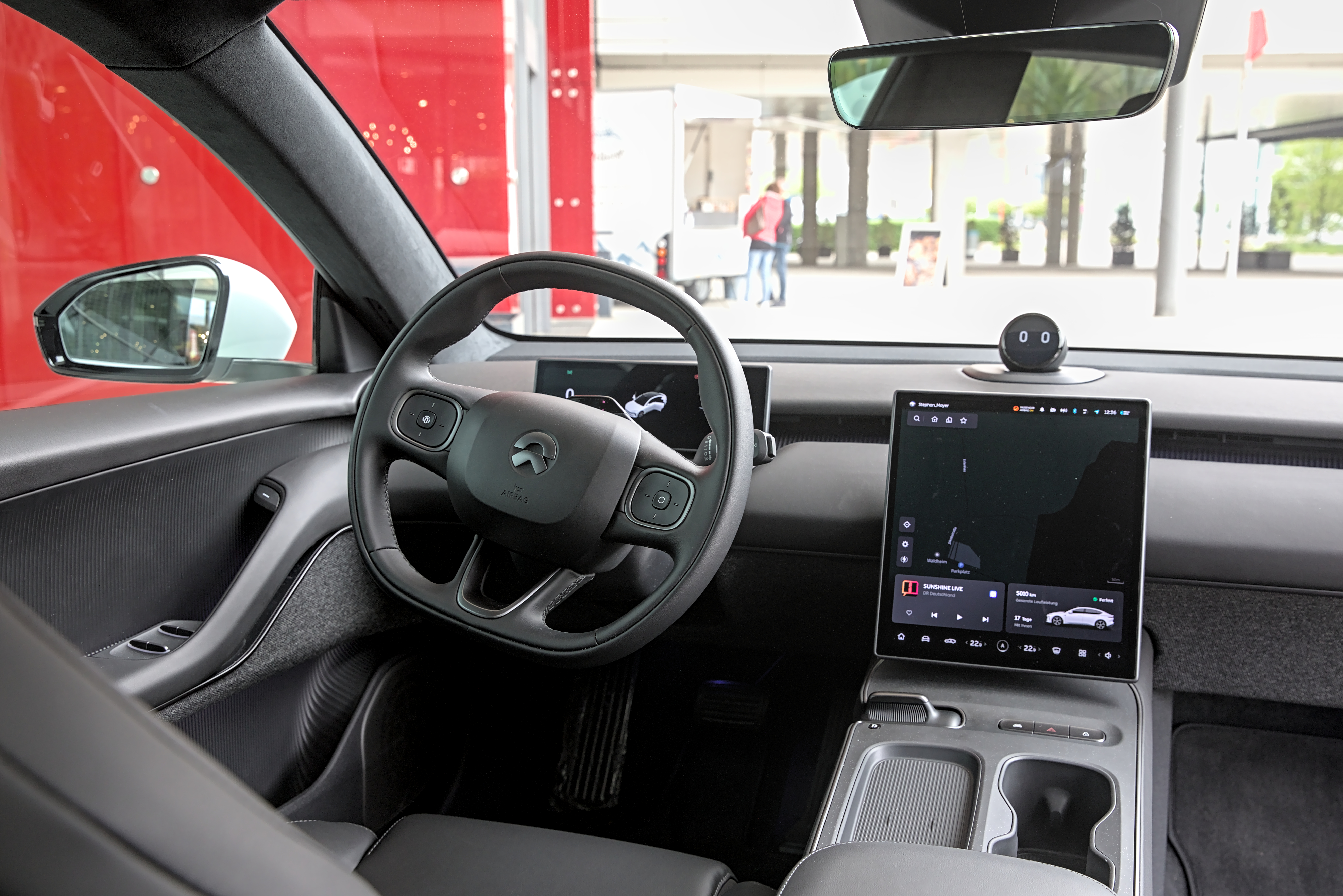
內視圖
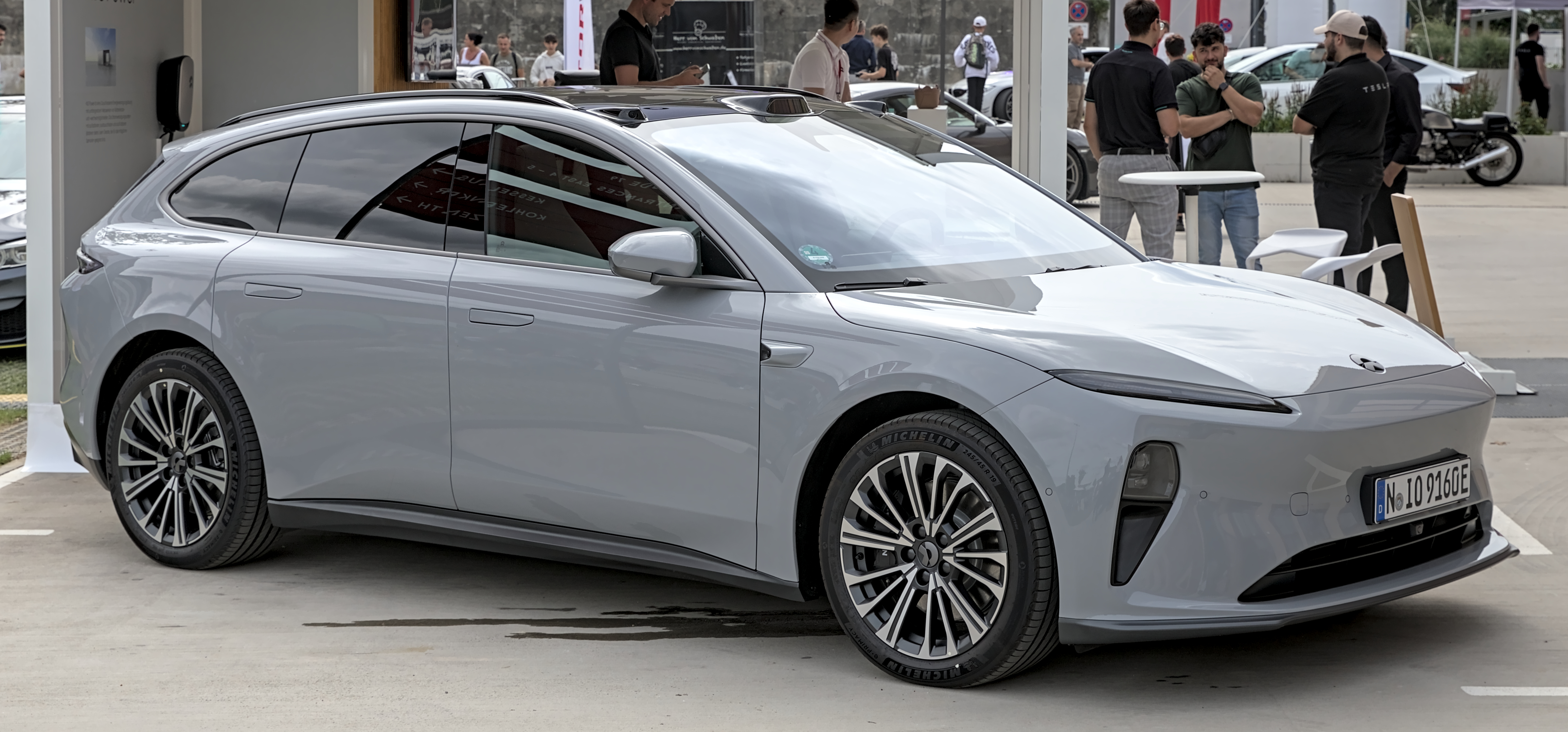
旅行版